# トテリッジ・アンド・ウェットストーン駅
トテリッジ・アンド・ウェットストーン駅（英語: Totteridge & Whetstone tube station）は、ロンドンのバーネット区にある、ロンドン地下鉄の駅である。当駅はトラベルカード・ゾーン4に含まれる。

## 歴史
エッジウェア・ハイゲート・アンド・ロンドン鉄道によって建設され、この鉄道会社を継承したグレート・ノーザン鉄道により1867年4月1日に開業した。当駅はフィンズベリー・パークからハイゲート経由でエッジウェアに至る路線上の途中駅として開業した。
1921年鉄道法によりイギリスの鉄道会社は「ビッグ・フォー」と呼ばれる4社に再編され、当駅は1923年からロンドン・アンド・ノース・イースタン鉄道の駅となった。イースト・フィンチリーから分岐するハイ・バーネット支線は1930年代に始まった「ノーザン・ハイト」と呼ばれる開発計画の一環としてロンドン地下鉄の路線網に組み込まれ、1940年4月14日に電化が完成、ロンドン地下鉄ノーザン線列車の乗り入れが始まった。電化完成からしばらくの間はロンドン地下鉄とロンドン・ノース・イースタン鉄道双方の列車が運転されていたが、ロンドン・ノース・イースタン鉄道による旅客列車の運転は1941年3月3日に終了している。

## 駅の状況
エッジウェア・ハイゲート・アンド・ロンドン鉄道が建設したヴィクトリア様式の建物が残されている。ロンドン地下鉄の路線では最も古い区間のひとつで、世界最古のシールドトンネルによる地下鉄であるシティ・アンド・サウス・ロンドン鉄道の後身であるノーザン線のロンドン中心部の区間よりも20年以上古い。当駅には出札口、自動改札機、公衆電話、トイレ、軽食の自動販売機2機を備える駅舎があり、駐車場もあるが、バリアフリーには対応していない。出札口は平日のみの営業である。

## 列車運行とバス路線
時間帯によって運転頻度は異なるが、午前6時台から午前0時台前半までおおむね3から7分間隔で列車が運転されている。
ロンドンバス34、125、234、251、263、326、383、スクールバス605、626628、634、688、深夜バスN20が当駅を経由する。

## 隣の駅
ロンドン交通局
ロンドン地下鉄
■ノーザン線
ハイ・バーネット支線
ウッドサイド・パーク駅 - トテリッジ・アンド・ウェットストーン駅 - ハイ・バーネット駅

## ギャラリー

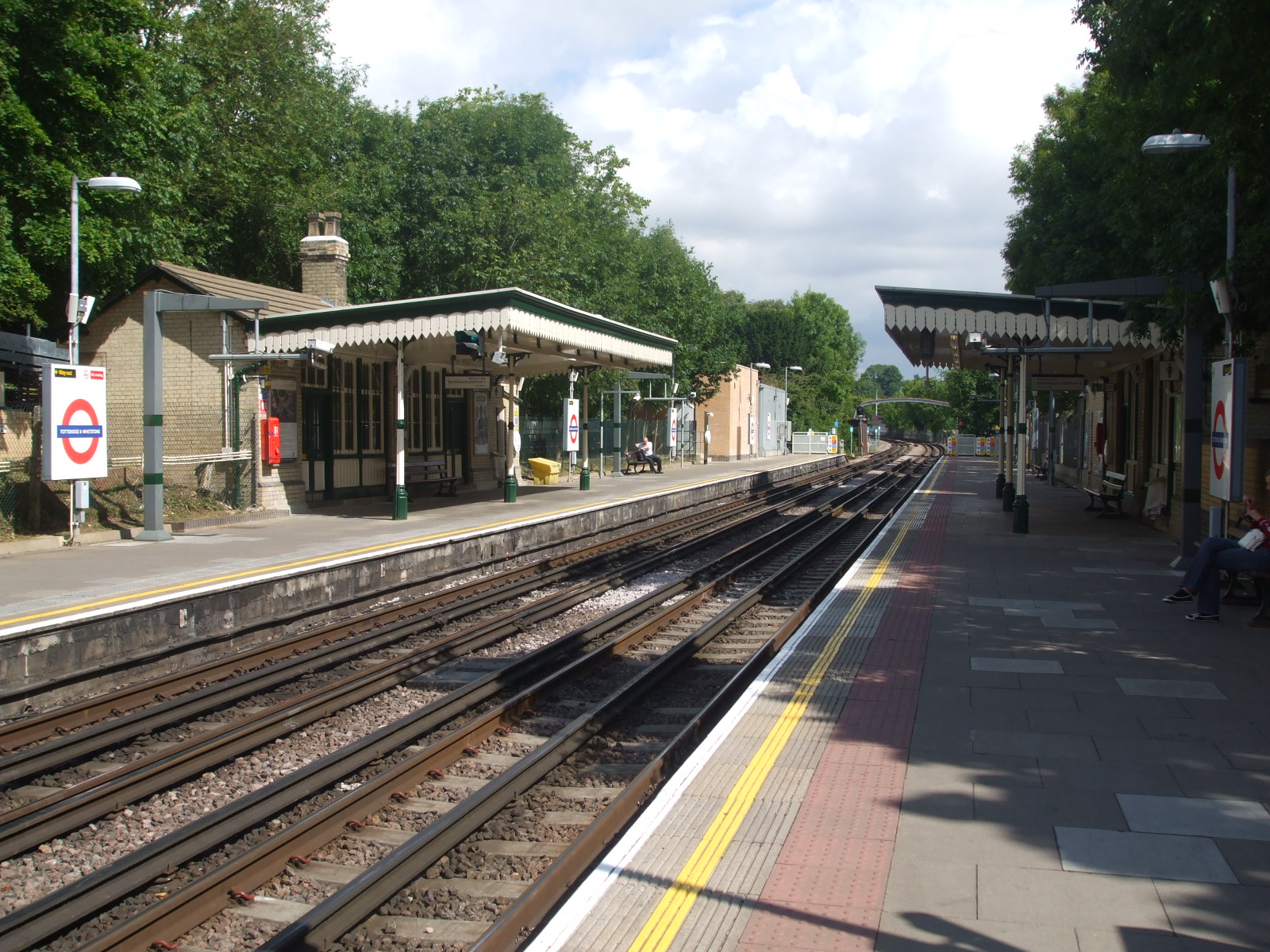
南行ホーム、北を見る
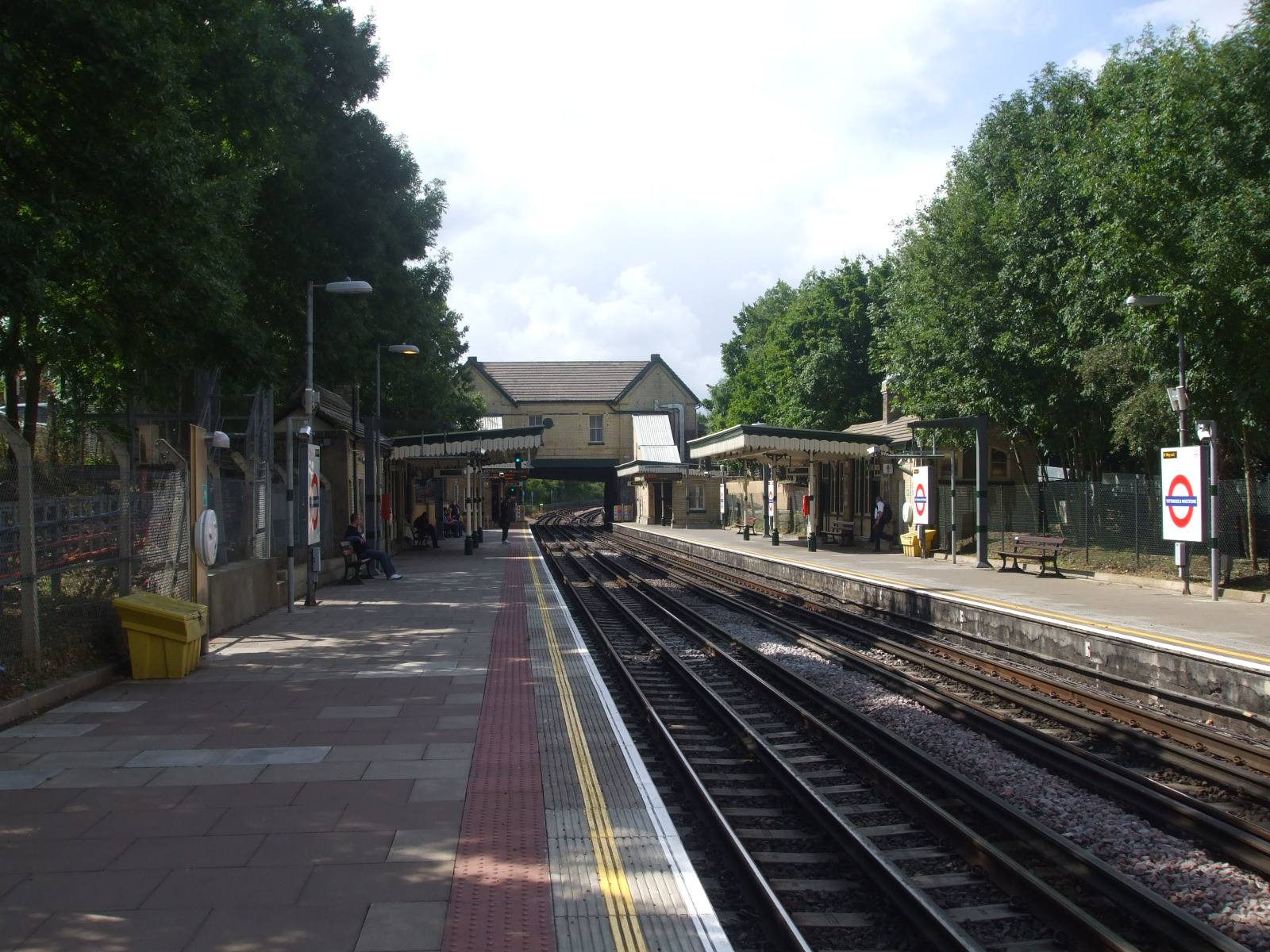
南行ホーム、南を見る
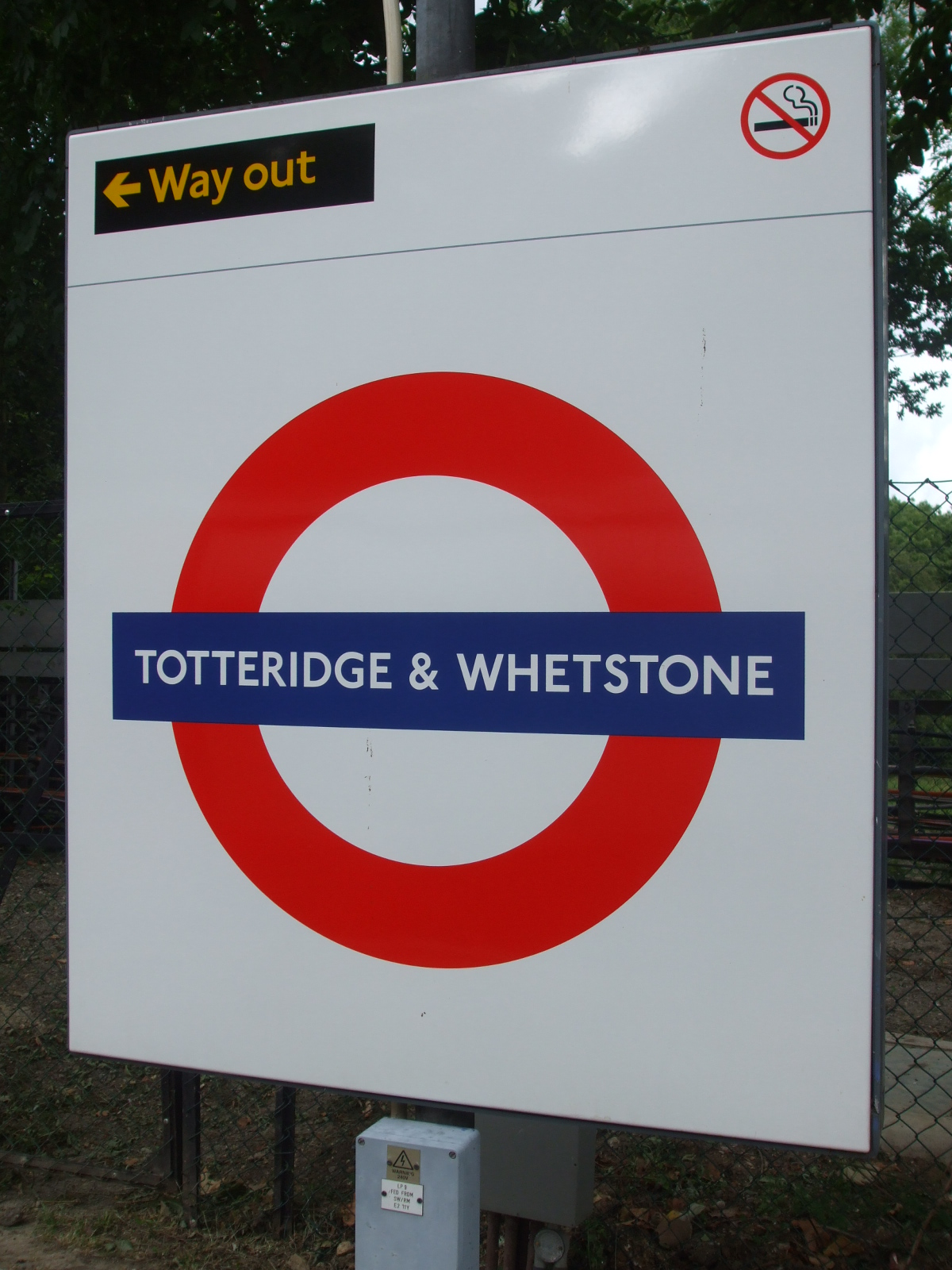
駅名標